# Condado de Ocean
O Condado de Ocean (em inglês:  Ocean County) é um dos 21 condados do estado americano de Nova Jersey. A sede do condado é Toms River, e sua maior cidade é Lakewood. Foi fundado em 1850.
O condado possui uma área de 2 371 km², dos quais 742 km² estão cobertos por água, uma população de 576 567 habitantes, e uma densidade populacional de 354 hab/km² (segundo o censo nacional de 2010).